# Mecodium dendritis
Mecodium dendritis là một loài dương xỉ trong họ Hymenophyllaceae. Loài này được Rosenst. Copel. mô tả khoa học đầu tiên năm 1938.